# Redan då var räven jägare
Redan då var räven jägare är en roman av den tysk-rumänska nobelpristagaren i litteratur Herta Müller. Den publicerades på tyska 1992, och översattes till svenska i en översättning av Karin Löfdahl 1994.
Romanen består av många korta historier som alla berör livet i Rumänien under Nicolae Ceaușescus diktatur, och slutar vid Ceaușescus fall. Språket är väldigt symboliskt, och på många ställen gränsar texten till en samling av prosadikter.